# Utila

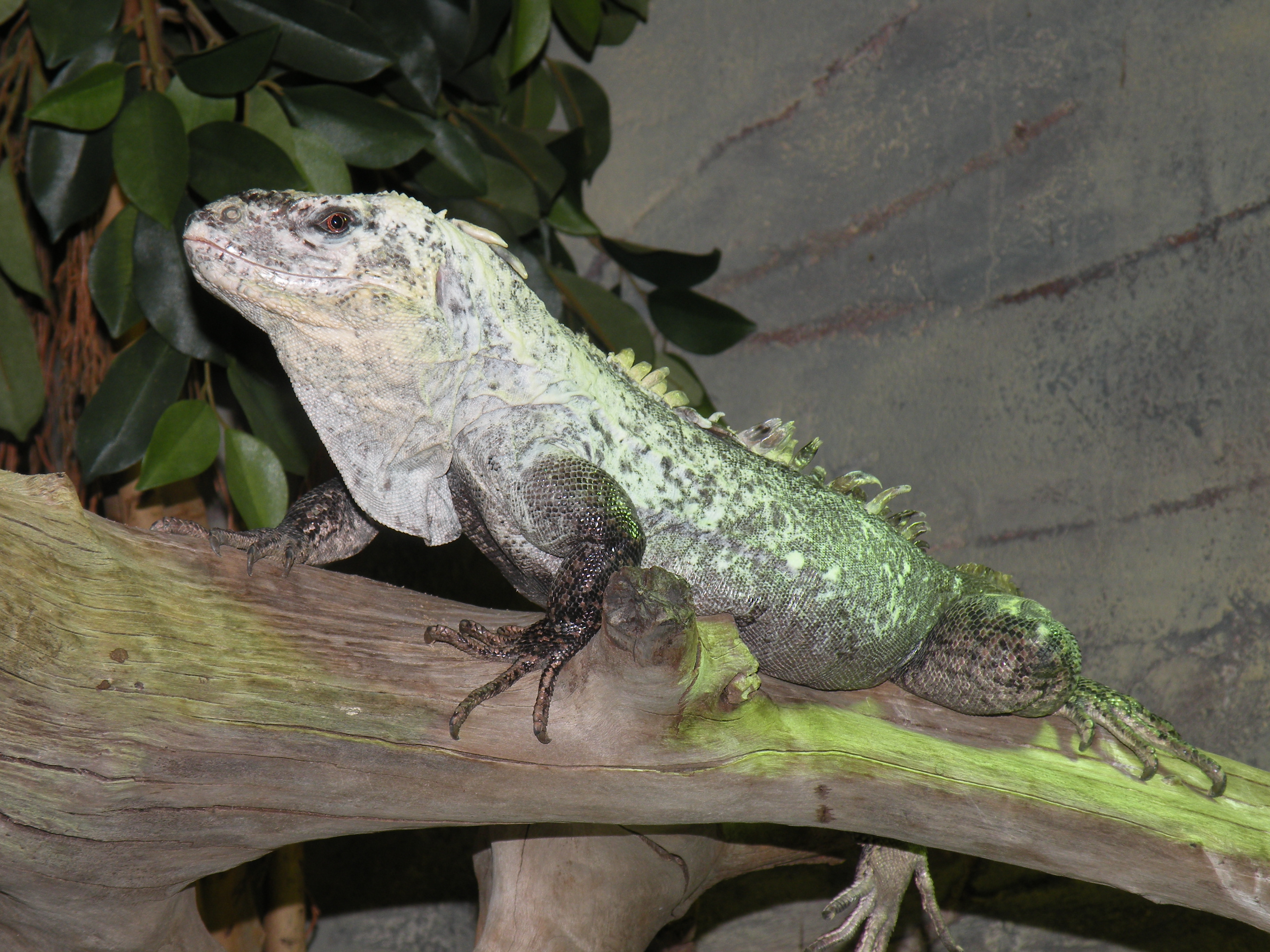
Utila-Leguan

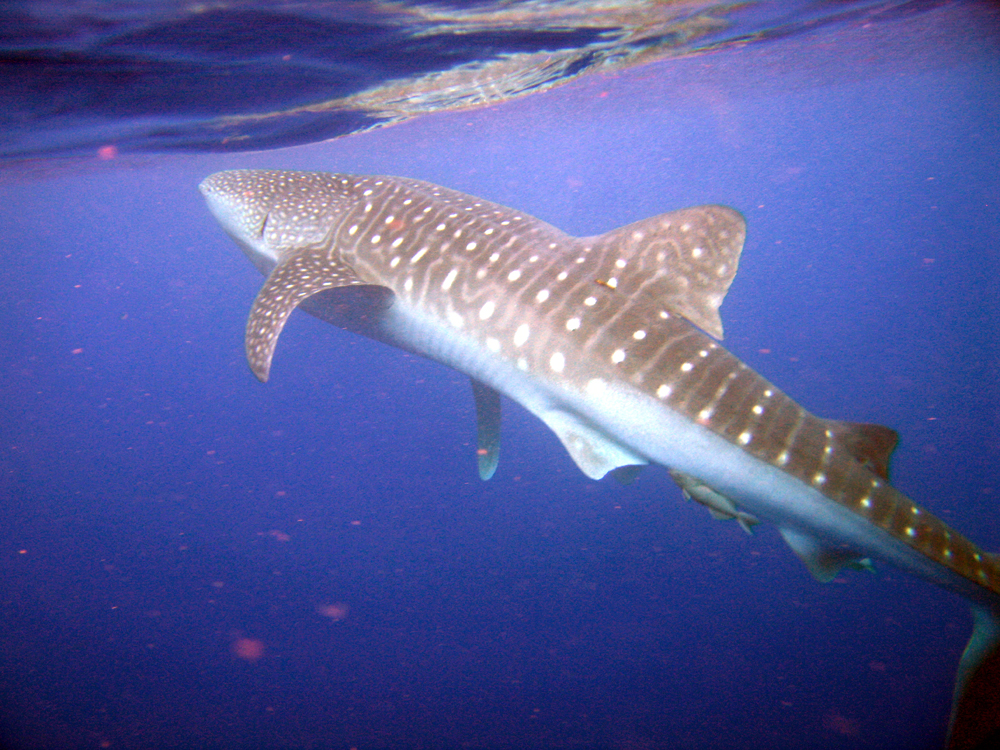
Ein Walhai in der Nähe von Utila

Utila ist eine 42 km² große Insel, etwa 32 km vor der karibischen Küste von Honduras; nordöstlich liegt die Nachbarinsel Roatán. Utila gehört zur Inselkette der Islas de la Bahía (Bay Islands).

## Geographie
Utila ist durch einen in den 1950er Jahren in Handarbeit gebauten Kanal in einen Ostteil und einen Westteil gespalten. Der Westteil ist nur dünn besiedelt und besteht aus einer Feuchtsavannenlandschaft und Mangrovenwald. Auch der Ostteil beherbergt Mangrovenwald, karibischen Trockenwald und bewirtschaftetes Land.
Die Insel ist relativ flach und hat nur zwei größere Erhebungen: Stewart Hill in der Mitte der Ostinsel und Pumpkin Hill auf der Nordseite der Ostinsel. Beide sind alte vulkanische Schlackenkegel.
Im Süden der Ostinsel liegt die Ortschaft East Harbour oder Utila Town. Die Ortschaft hat ca. 4000 Einwohner. Unmittelbar vor der Küste des Westteils liegen außerdem die beiden vollständig bebauten Cays Pigeon Cay und Jewel Cay, die über eine Brücke miteinander verbunden sind. 

## Biologie
Die kleine und flache Insel ist sehr reich an Arten und Lebensräumen. So beherbergt sie zahlreiche endemische Arten, etwa den Utila-Leguan (Ctenosaura bakeri), der den Mangrovenwald bewohnt. Ein Schutzprojekt betreibt seit 1998 eine Feldstation zum Erhalt der bedrohten Art. Die Feldstation wurde unter anderem unterstützt von der Zoologischen Gesellschaft Frankfurt sowie der Senckenberg Gesellschaft für Naturforschung. 
Die Bay Islands liegen im Belize Barrier Reef, das von der Yucatán-Halbinsel an Belize (vormals Britisch Honduras) vorbei bis zum Osten der honduranischen Nordküste reicht. Das Riff gilt als zweitgrößtes Barriereriff nach dem großen Great Barrier Reef im Nordosten Australiens.
Die Verbindung von Mangrove und Korallenriff machen den Golf von Honduras zur Kinderstube des westkaribischen Meeres. Die Schutz bietenden Lebensräume werden von vielen Fischen und Wirbellosen zur Fortpflanzung genutzt. Dies erklärt die planktonreichen Gewässer um die Bay Islands, in denen zu bestimmten Jahreszeiten häufig Walhaie und Mantarochen, sowie andere Planktonfresser angetroffen werden können.

## Bevölkerung
Ab dem 16. Jahrhundert diente die Insel als Piratenunterschlupf und war spärlich bewohnt. Die heutigen Bewohner sind überwiegend Nachfahren von Garifuna, welche im Jahr 1797 von den Briten dort angesiedelt wurden, um die Inseln vor französischen Einfluss zu bewahren. Neben Spanisch als Kommunikationssprache wird auf den Inseln englisch, bzw. ein englisch-basiertes Kreol gesprochen. Die Bevölkerung gehört überwiegend verschiedenen protestantischen Freikirchen an. In der Volkszählung von 2001 hatte die Insel 1.979 Einwohner.

## Tourismus
In Utila Town befinden sich zahlreiche Hotels und Hostels unterschiedlicher Preiskategorien. Bisher machen Rucksacktouristen (sogenannte Backpacker) die Mehrzahl der Touristen auf Útila aus. Doch die Inselregierung strebt an, den Anteil an betuchteren Touristen zu erhöhen, ohne die Rucksacktouristen zu vergraulen. Der derzeitige Bürgermeister, selbst Besitzer einer Tauchschule und eines Hotels, ist sich der Bedeutung der Rucksackreisenden für die Insel bewusst und empfindet es als Bereicherung, dass diese sich in das Inselleben integrieren und nicht nur als Konsumenten nach Utila kommen.
Luxushotels gibt es auf Utila bisher nicht. Honduras ist insgesamt touristisch noch nicht stark erschlossen, die Bay Islands und insbesondere Roatan sind das Boomzentrum des Tourismus in Honduras.

### Tauchgebiet
Taucher werden von der für das Belize Barrier Reef typischen großen Korallenvielfalt rund um Utila angezogen.
In Utila Town sind derzeit zwölf Tauchschulen bzw. Tauchbasen angesiedelt. Die Tauchgebiete werden jedoch auch von Tauchsafaris angefahren.